# اورفیسم (دین)

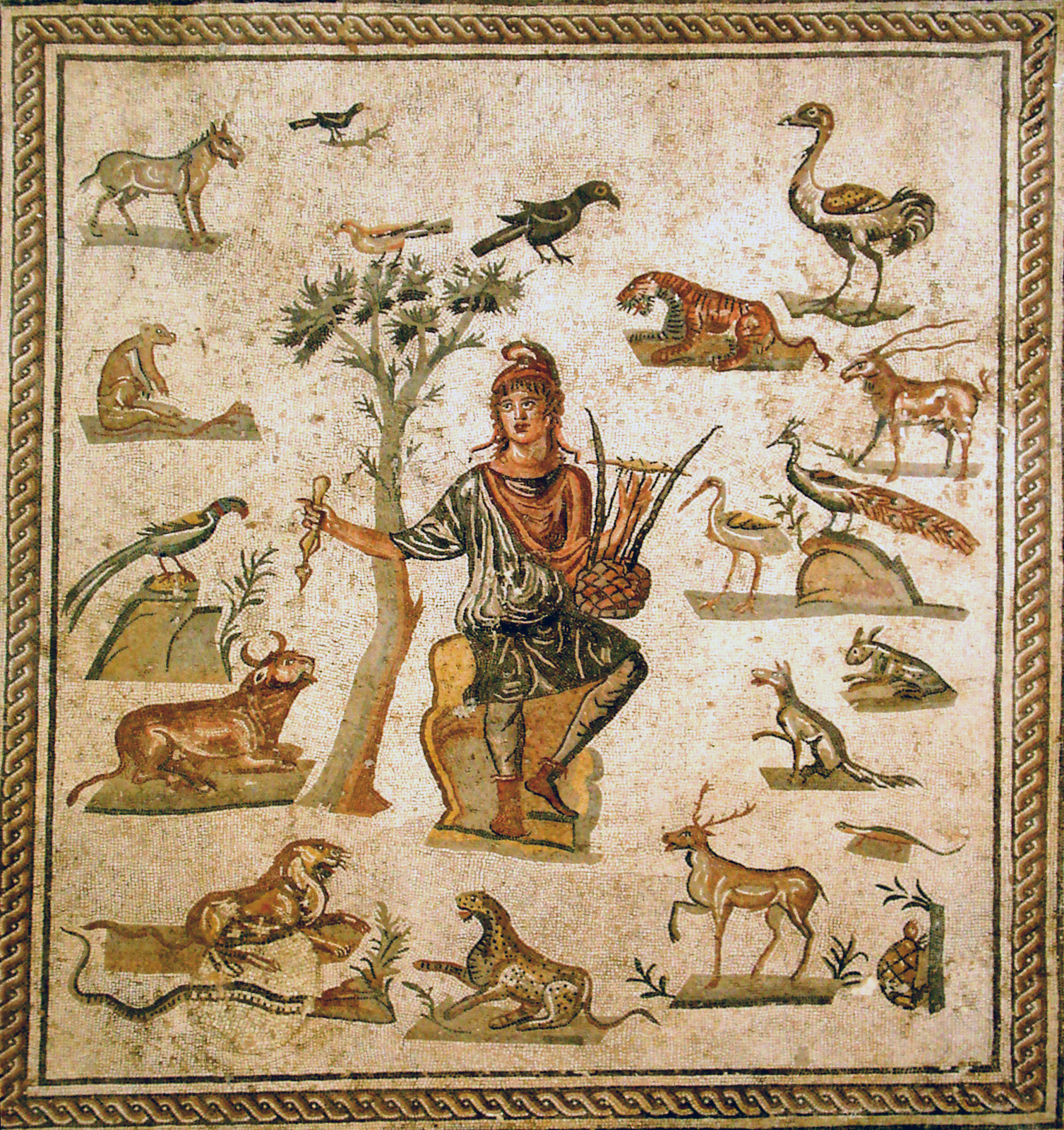
موزاییک‌های ارفیک در بسیاری از خانه‌های ییلاقی رومی پسین یافت شده‌است

آیین اورفئوسی (یونانی باستان: Ὀρφικά) یا اورفیسم یا اورفیک‌ها یا جهان‌بینی اورفئوسی یکی از فرقه‌های اسرارآمیز یونانی-رومی و نامی است که به مجموعه‌ای از اعتقادات و اعمال مذهبی داده می‌شود. سرچشمه آن یونان باستان و عصر هلنیستی، و همچنین از تراکیان، همراه با ادبیات مربوط به شاعر اسطوره‌ای اورفئوس است. کسانی‌که به آیین اورفیسم بودند، یا، بر این باور بودند که انسان موجودی آمیخته از دو عنصر است: عنصر آسمانی و خدایی و عنصر اهریمنی و خاکی. روان آدمی عنصر خدایی است. اما تن آدمی عنصری اهریمنی است و خاک بر همین پایه اورفیک‌ها روح یا نفس را در قالب پیکره خاکی زندانی و تن را گور روح می‌پنداشتند و به همین انگیزه باور داشتند که آدمی باید در دوران زندگیِ این جهانی روح را از اسارت پلیدی‌ها و آلودگی‌ها پاک کند تا پس از مرگ به سرچشمه خدایی خود بپیوندد.

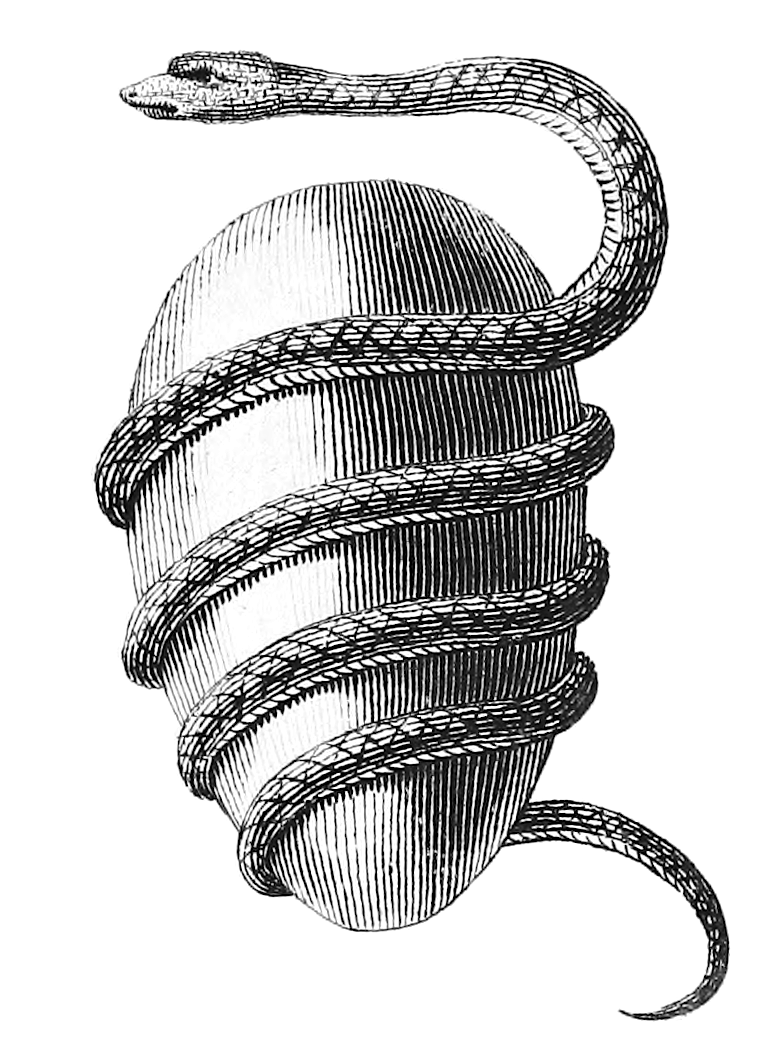
تخم کیهانی ارفیک، همراه با آنانکی؛ اثر جیکوب برایانت (۱۷۷۴)

اورفئوس که به دنیای مردگان یونان فرود آمد و بازگشت؛ این نوع سفر را کاتاباسیس می‌نامند و اساس آن قهرمان‌پرستی و سفر است. اورفیک‌ها به دیونیسوس (که زمانی به دنیای مردگان فرود آمد و بازگشت) و پرسفونه (که سالانه یک فصل به دنیای مردگان فرود آمده و سپس برمی‌گشت) احترام می‌گذاشتند. اورفیسم به‌عنوان اصلاح اسرار دیونیسوسی توصیف شده‌است که شامل تفسیر مجدد یا بازخوانی اسطوره دیونیسوس و نظم مجدد تئوگونیای هزیود است، و تا حدی بر اساس فلسفه پیشاسقراطی است.

## سرودهای اورفیک
سرودهای اورفیک مجموعه‌ای از هشتاد و هفت سرود خطاب به خدایان مختلف، و از معدود آثار باقی‌مانده از ادبیات آیین اورفئوسی است. آنها به احتمال زیاد در آناتولی توسط یک نویسنده واحد، احتمالاً در قرن دوم یا سوم پس از میلاد ساخته شده‌اند. طول اشعار نسبتاً کوتاه است و این مجموعه با تقدیمی با عنوان «اورفیوس به موسائوس» مقدمه می‌شود هر سرود جداگانه در کنار یک عبادت مقرر می‌آید. در میان خدایان ستایش شده در سرودها، دیونیسوس بالاترین جایگاه را دارد.

## اسطوره آفرینش
اسطوره آفرینش اورفیک بسیار شبیه به تئوگونیا اثر هزیود، شاعر یونانی قرن هشتم پیش از میلاد است زیرا آفرینش را به عنوان شجره‌نامه خدایان معرفی می‌کند. هر دو اسطوره آفرینش شباهت‌های زیادی دارند، اما اسطوره اورفیک نیز اشتراکات زیادی با اسطوره‌های خلقت خاور نزدیک و مصر دارد. سرودهای اورفیک ادعا می‌کنند که اولین موجود کرونوس (زمان) بود که آیتر (اتر)، آشوب (بی نظم) و اِربوس (تاریکی) را به وجود آورد. سپس زمان یک تخم کیهانی در اتر ایجاد کرد و از آن موجودی برتر به نام فینس بیرون آمد که او را پروتوگونوس، اروس، متیس و دیونیزوس نیز می‌نامند. فینس به عنوان یک شخصیت آندروژن (دوجنسی) زیبا توصیف می‌شود که در نور با سر شیر و بال‌های طلایی غرق شده‌است. سپس فینس که خود دوجنسی بود به صورت غیرجنسی نیکس (اسطوره) (شب) را به دنیا آورد و عصای آن را به او سپرد و نیکس (اسطوره) را دومین فرمانروای جهان کرد. نیکس سپس اقدام به ساخت تایتان‌های مشابه و شبیه از تئوگونیا هزیود کرد، مانند گایا (زمین) و اورانوس (آسمان). وقایع پس از آن به شکلی مشابه در تئوگونیا رخ داد، با کرونوس که پدرش اورانوس را اخته کرد و فرزندان او و رئاس المپیکی را بلعید تا از هرگونه چالشی برای حکومتش جلوگیری کند. همان‌طور که هزیود نقل می‌کند، زئوس توسط رئا از بین می‌رود اما به سادگی تیتان‌ها را شکست نمی‌دهد. زئوس فانس خالق اصلی را بلعید و به این ترتیب «آغاز، میانه و پایان همه چیز» شد. زئوس با قدرت فانز و مشاوره نایکس جهان را بازسازی کرد. پاپیروس دروینی اظهار می‌کند که زئوس با کمک موریا به این شاهکار باورنکردنی دست یافت، تجسم سرنوشتی که به زئوس تسلط بر عقل و زمان داد. زئوس سپس به تأسیس پانتئون المپیا به روشی مشابه تئوگونی هزیود ادامه می‌دهد. تفاوت مهم این است که دیونیزوس از طریق اتحاد نیرومند زئوس و پرسفونه متولد می‌شود. زئوس عصای فینس و فرمانروایی بر همه چیز را به آخرین پسرش دیونیسوس که در متون اورفیک به نام زاگرئوس نیز نامیده می‌شود، به وصیت داد. این باعث عصبانیت همسر زئوس هرا می‌شود که آرزو می‌کند یکی از فرزندانش عصای فینس را دریافت کند. هرا در برنامه‌های خود برای نابودی دیونیسوس-زاگرئوس از تایتان‌ها کمک گرفت. تایتان‌ها نوزاد را با استفاده از آینه و اسباب بازی‌های کودکان فریب می‌دهند و سپس او را تکه‌تکه می‌کنند و مصرف می‌کنند. آتنا موفق می‌شود قلب دیونیزوس-زاگرئوس را نجات دهد و زئوس را مطلع می‌کند که چراغی پرتاب می‌کند تا تیتان‌ها را بسوزاند. از خاکستر تایتان‌ها و دیونیسوس-زاگرئوس مصرف شده، نوع بشر متولد می‌شود. روح بشریت دارای جنبه ای از دیونیسوس-زاگرئوس است، در حالی که اشکال فیزیکی آنها که از تیتان‌ها ایجاد شده‌اند، روح آنها را زندانی می‌کند. «گناه اصلی» که تایتان‌ها آن را مرتکب شده‌اند منجر به زندانی شدن روح می‌شود که باید چرخه‌ای از تولد دوباره را متحمل شود. به‌طور خاص، روح باید تحت ده تناسخ قرار گیرد تا خود را از جنایات تیتان پاک کند. دیونیسوس-زاگرئوس نیز تناسخ یافته‌است و متون اورفیک دو روایت آشنا از چگونگی این اتفاق را ارائه می‌دهند. قلب آنها یا در ران زئوس کاشته می‌شود یا به زئوس داده می‌شود که آن را در رحم فانی، سمله، کاشت. هر دو مورد منجر به تولد دوباره دیونیزوس-زاگرئوس می‌شود که اورفیک‌ها او را می‌پرستیدند.

## باورها
اورفیسم با سایر اعمال مذهبی آن زمان تفاوت چشمگیری دارد. عمدتاً از طریق اعتقاد آنها به متمپسیکوزیس (تناسخ)، مفهوم گناه اصلی، و گرایش شدید به یکتاپرستی در ارادت خود به دیونیزوس-زاگرئوس. آنها معتقد بودند که بنیانگذار آنها، اورفئوس، این حقایق را در طول سفر خود به دنیای زیرین که خود شبیه چرخه تولد دوباره روح است، آموخت. علاوه بر این، مرگ نابهنگام بنیانگذار آنها بسیار شبیه مرگ دیونیسوس-زاگرئوس است. متمپسیکوزیس، انتقال روح، اعتقادی نبود که فقط در اورفیسم وجود داشته باشد. پیروان فیثاغورث نیز به این مفهوم اعتقاد داشتند و فیلسوفانی مانند افلاطون و سقراط به آن توجه زیادی داشتند. چیزی که نسخه ارفیک را متفاوت می‌کند، اعتقاد به گناه اصلی و رنجی است که روح متحمل هر چرخه تولد دوباره می‌شود. ارفیک‌ها معتقد بودند که همه ارواح که مناسک عرفانی اورفئوس را انجام نداده‌اند، در حالی که در انتظار تناسخ بعدی خود هستند، در بندگی گلی و دردناکی رنج خواهند برد. کسانی که آداب اورفیک را انجام می‌دهند و از شیوه‌های آنها پیروی می‌کنند، روزهای خود را در جمع اورفئوس و خدایان در انتظار تولد دوباره آنها می‌گذرانند. روحی که سه چرخه را با پایبندی به شیوه‌های اورفیک زندگی کرده‌است، از چرخه تناسخ رها می‌شود. افلاطون به راهبان ارفی اشاره می‌کند که ثروتمندان را با کوبیدن در در خانه‌هایشان با کتاب‌های مقدسشان آزار می‌دادند و از آنها می‌پرسیدند که آیا می‌خواهند از گناهانشان پاک شوند یا خیر. افلاطون و معاصرانش استفاده از کتاب مقدس را امری بدیع می‌دانستند. متأسفانه، چنین کتابی دست نخورده باقی نمانده‌است، با این حال می‌توان حدس زد که آنها حاوی سرودهای اورفیک و ممنوعیت‌ها و عقاید مختلفی هستند که پیروان آنها باید از آنها پیروی می‌کردند. بسیاری از آنچه در مورد اعمال این فرقه شناخته شده‌است از طریق ارجاع‌های نویسندگان باستانی مانند افلاطون، اوریپید و دیگران باقی مانده‌است. به بسیاری از این ارجاع‌ها به صورت تمسخرآمیز اشاره می‌شود و نباید آنها را به صورت رسمی در نظر گرفت. با این حال، این واقعیت که منابع متعدد باستانی به باورهای مشابه اشاره کرده‌اند، بیانگر حقیقتی در سخنان آنهاست. ارفیک‌ها به آدیکیا یا پرهیز از آسیب رساندن یا آوردن بی عدالتی به هر جاندار اعتقاد داشتند. آنها معتقد بودند که قتل و هرگونه اعمال خشونت‌آمیز علیه دیگری گناه بزرگی است. این باور مربوط به همه موجودات دارای روح بود و در نتیجه اورفیک‌ها گیاهخواران سختگیر بودند. آنها همچنین از خوردن لوبیا مشابه پیروان فیثاغورث اجتناب کردند. اورفیک‌ها برای جلوگیری از آلودگی بیشتر روح خود به سبک زندگی زاهدانه پایبند بودند. همچنین روایت‌هایی وجود دارد که آنها نذر تجرد می‌کردند، شبیه به برخی از نسخه‌های بنیانگذار خود اورفئوس پس از تلاش ناموفق او برای نجات اوریدیک.
طبق گزارش‌ها، مذهب اورفیک بر اساس آموزه‌ها و سرودهای اورفئوس بود. اورفئوس به عنوان پیامبری معرفی می‌شود که اسرار عالم اموات را دیده و حقایق آخرت را برای بشریت آشکار کرده‌است. مهم‌ترین خدای اورفیسم کسی نیست جز خدای دیونیزوس که از او به عنوان زاگرئوس نیز یاد می‌شود. آیین‌های اورفیک معمولاً شامل بازسازی مرگ و تولد دوباره خدای شراب بود. پیروان این جنبش بر این باور بودند که روح آنها جنبه ای از خدا را در خود دارد که باید از اشکال فیزیکی آنها «رهایی» یابد. برخلاف اسرار دیونیسوسی، نقش دیونوسوس در ارفیسم کاهش بازداری‌ها نبود، بلکه متوقف کردن ترس از مرگ بدنی بود.

#### زندگی پس از مرگ
به نظر می‌رسد بسیاری از ارفیک‌ها احساس شدید گناه داشتند. آنها معتقد بودند که یک بخش الهی در انسان وجود دارد - روح - اما در بدن پیچیده شده و وظیفه انسان این بود که روح را از بدن آزاد کند. این را می‌توان با یک سبک زندگی به شکل زندگی ارفیک، به دست آورد که شامل پرهیز از گوشت، شراب و آمیزش جنسی بود. پس از مرگ، روح مورد قضاوت قرار می‌گیرد. اگر انسان عادلانه زندگی می‌کرد، روحش به مزارع متبرک الیزیوم فرستاده می‌شد. اما اگر مرتکب اعمال ناشایست شده بود، روحش به انحاء مختلف مجازات می‌شد و چه بسا به جهنم فرستاده می‌شد. پس از یک دوره پاداش یا مجازات، روح در بدن جدیدی تجسم می‌یابد. تنها روحی که سه بار زندگی پرهیزگاری داشته باشد می‌تواند از این چرخه رهایی یابد.

## تأثیر بر فرقه فیثاغورث
عقاید اورفیک اساس مکتب فیثاغوری بود که از قرن ششم قبل از میلاد در جنوب ایتالیا شکوفا شد. فیثاغورث ساموسی نه تنها یک ریاضی‌دان یونان باستان، بلکه فیلسوف و بنیان‌گذار یک دین  اسرارآمیز نیز بوده‌است. قدمت فرقه فیثاغورث به قرن ششم قبل از میلاد برمی گردد. طبق گزارش‌ها، حقایقی را در مورد معنای متافیزیکی اعداد و نجات روح انسان آشکار کرد. درست مانند هر فرقه اسرارآمیزی، فیثاغورث حقایق خود را فقط برای کسانی که آغاز شده بودند آشکار می‌کرد. اعضای آن مراسم پاکسازی را انجام می‌دادند که شامل پاکی جنسی و رژیم گیاهخواری سخت می‌شد. هدف نهایی رسیدن به تجسم‌های بالاتر بود، به این معنی که فیثاغورثی‌ها به مفهوم تناسخ اعتقاد داشتند. این مکتب فکری در قرن اول پیش از میلاد احیا شد و این بار پرستش فیثاغورث را نیز دربر گرفت.